# Peter Kenilorea
Sir Peter Kenilorea, né Kenirorea Kau'ona Keninaraiso'ona le 19 mai 1943 dans le village Takataka sur l'île de Malaita et mort le 25 février 2016 à Honiara, est un homme d'État salomonais. Il est le premier dirigeant (premier ministre) du pays à la suite de son accès à l'indépendance en 1978. Il est premier ministre de 1978 à 1981, et de 1984 à 1986. Il est également ministre des Affaires étrangères de 1988 à 1989, et de 1990 à 1993. Il est d'appartenance ethnique 'aré'aré. Ses mandats à la tête du pays sont considérés par la suite comme une période de probité, contrastant avec la corruption et l'enrichissement personnel de premiers ministres ultérieurs.

## Jeunesse, études et débuts
Son père Ezra Toi'mae Arahaimou est un pasteur autochtone de la Mission évangélique des mers du sud (pentecôtiste) ; sa mère, Esther Hoirao, est fille d'un pasteur autochtone. Kenilorea est « choisi presque au hasard » pour être scolarisé à l'école King George VI, le seul établissement d'enseignement secondaire de la colonie britannique que sont alors les îles Salomon. Il obtient une bourse d'études pour poursuivre ses études en Nouvelle-Zélande, où il obtient en 1966 un diplôme de la Ardmore Teachers' College, institut de formation des enseignants. Il enseigne à l'école King George VI aux Salomon de 1968 à 1971, puis intègre l'administration coloniale, dans la branche locale du département des finances sur l'île de Santa Isabel. De 1973 à 1974, il est posté à Honiara, la capitale, et chargé de l'administration des terres urbaines de la colonie. Les Salomon sont alors en période d'autonomie et en transition vers l'indépendance. En 1974, il est nommé secrétaire auprès du ministre-en-chef Solomon Mamaloni, le premier chef de gouvernement autochtone du pays.

## Carrière politique
Il se présente sans succès aux élections législatives de 1970 et de 1973, dans le cadre de la préparation de la colonie à l'autonomie politique. Aux élections de 1976, il est élu député de la circonscription 'Are'are-est au Parlement national. Les députés l'élisent alors ministre-en-chef (Chief Minister). En 1977, il aide à fonder le Parti des îles Salomon unifiées (Solomon Islands United Party). Il est celui qui mène le pays à l'indépendance, le 7 juillet 1978, et devient le premier premier ministre des Salomon à cette date. Il n'a alors que 35 ans. Il est réélu en 1980 mais, ayant perdu sa majorité au Parlement à la suite d'un désaccord sur la politique de décentralisation, il démissionne de la tête du gouvernement le 31 août 1981 ; Solomon Mamaloni lui succède. Kenilorea devient chef de l'opposition officielle au Parlement. Il retrouve le pouvoir le 19 novembre 1984, à la suite des élections législatives du 24 octobre. Il démissionne le 1er décembre 1986, ayant perdu la confiance de ses ministres « en raison de sa gestion de fonds de secours français ». Il demeure néanmoins vice-Premier ministre, sous Ezekiel Alebua, jusqu'à la chute du gouvernement de ce dernier en mars 1989, et occupe également la fonction de ministre des Affaires étrangères,.
En 1991 il démissionne de son siège de député, ayant été nommé directeur de l'Agence des Pêcheries du Pacifique-sud, institution internationale dont le siège est à Honiara. De 1996 à 2001 il est l'ombudsman des Salomon. À partir de l'an 2000 il est « intimement impliqué dans la négociation du processus de pays » durant les années de crise et de déliquescence de l'État. De 2000 à 2010, durant deux mandats, il est président du Parlement, poste constitutionnellement attribué par les députés à une personnalité externe à l'assemblée. En 2004, il brigue sans succès le poste de gouverneur général, que les députés confient à Nathaniel Waena. En août 2012, il tente un retour dans la vie parlementaire, en se portant candidat à une élection partielle dans son ancienne circonscription d’'Are'are-est. Il est battu, ne recueillant que 11,5 % des voix.

## Titres et décorations
En 1979, il est nommé membre du Conseil privé de la reine Élisabeth II. En 1982, il est nommé chevalier commandeur de l'Ordre de l'Empire britannique (KBE). En 1985, il reçoit la plus haute décoration conférée par la République de Chine (Taïwan) aux citoyens de pays étrangers: l'Ordre de l'Étoile brillante avec grand cordon spécial,.